# アクセス権 (知る権利)
アクセス権とは、マスメディアに対して個人が意見発表の場を提供することを求める権利をいう。反論記事の掲載要求（反論権）や紙面・番組への参加などがこれにあたる。
表現の自由の延長線上としてとらえられる比較的新しい概念である。
情報開示請求権を指してアクセス権と呼ぶ場合もある。これについては知る権利を参照。

## この概念が生まれた背景
近代社会における言論の自由は、もっぱら「国家からの言論の自由」を指し、そこではマスメディアと市民は協力して国家による抑圧に対抗する関係にあった。この段階では、市民が表現の受け手になるか送り手になるかは流動的であったが、マスメディアの巨大化・寡占化に伴って、市民との間に対立構造が見られるようになる。放送メディアの台頭によって、大衆は言論・情報の「受け手」側に分離･固定化されるようになった。このような言論・情報の市場を支配しているマスメディアに対し、有効な表現媒体を持たない一般国民が言論で対抗することが難しくなった。
このような状況を打開するため、表現の自由について考え直す必要があるという議論が行われるようになった。知る権利の概念もそうした中で生まれてきたものであるが、それらの考えをさらに一歩進め、「マスメディアに対する知る権利」として登場したのがアクセス権と言える。

## 内容
アクセス権の具体的内容としては様々なものが考えられているが、最も重視されるものとしてはマスメディアの見解・批判に対して反論の機会提供を請求する権利（反論権）や、意見広告の掲載を求める権利があげられる。何らかの形で紙面・番組に参加する権利もアクセス権の一つとして数えられる。
反論権という用語はしばしば異なった定義で使われるが、最も広義にとらえた場合、「マスメディアが批判報道を行ったことに対して、それが法的に名誉毀損にあたらずとも、批判記事と同分量の反論文を無料で掲載することを要求できる権利」となる。
これらの権利を表現の自由の一形態としてとらえる場合、その根拠は憲法21条に求めることになる。ただし憲法はもともと国家と私人の関係を規定するものであり、私人対私人の関係にあるアクセス権をどの程度導き出すことができるのかといった問題もある。
アクセス権を認める場合に最も懸念される問題として、マスメディアに対する言論抑圧の可能性があげられる。反論権など具体的な請求権を法的権利とした場合、公権力による規制が行われることになり、マスメディア自体の持つ表現の自由が直接に侵害されたり、批判的報道に対して萎縮的効果を及ぼす危険がある。
また近年ではインターネットの普及が見られ、これまで受け手とされてきた一般国民が、情報発信で対抗するのも可能であるとする意見もある。

## 各国および日本の規定
フランス・ドイツにおいては、マスメディアの公共性が強調され、名誉毀損が成立しない場合でも、無料で同分量の反論を掲載できる規定が早くから置かれていた。
アメリカでは、放送メディアについて利用しうる電波が限られていることから公共性が重視され、連邦通信委員会のフェアネス・ドクトリン（公平原則）という方針のもとで反論権が認められた。一方で新聞については、反論文の掲載を強制する州法が違憲とされた。またフェアネス・ドクトリン自体も1987年に廃止されている。
日本においては、戦前には新聞紙法において、記事内容に錯誤があった場合に関係者が反論できる規定が置かれていた。現在では放送法政見放送において候補者が放送施設を平等に利用することを請求できる規定があるほかは、アクセス権について明確に定めたものはない。放送法上の訂正放送制度（放送法9条1項）も、放送事業者の公法上の義務を定めたものであって、権利の侵害を受けた者等の私法上の権利を定めたものではないとされる（最高一小判平成16年11月25日）。

## アクセス権が問題となった判例
- サンケイ新聞事件（最判昭62.4.24）原則として、アクセス権を認めることはできないとしている。